# ろう接
ろう接（鑞接、ろうせつ、brazing and soldering）は、金属を接合する方法である溶着の一種。接合する部材（母材）よりも融点の低い合金であるろう（鑞）を用いて、母材を溶融させずにぬれ現象で接合する手段の総称である。
基本的に溶接と比べ強度は劣るが、異種素材同士の溶接は困難であるため、必要に応じて用いられる。
ろう接に用いられるろう（鑞）には、融点が450℃以上の硬ろう（硬鑞、こうろう）と、450℃未満の軟ろう（軟鑞、なんろう）がある。軟ろうにははんだが用いられる。これにより、ろう接は次の二つに区別される。
- ろう付け（brazing）…硬ろうを用いる。
- はんだ付け（soldering）…軟ろう（はんだ）を用いる。